# Фольтлаге
Фольтлаге (нем. Voltlage) — община в Германии, в земле Нижняя Саксония.
Входит в состав района Оснабрюк. Подчиняется управлению Нойенкирхен. Население составляет 1782 человека (на 31 декабря 2010 года). Занимает площадь 42,35 км².
Коммуна подразделяется на 3 сельских округа.
| Год  | Население |
| ---- | --------- |
| 1990 | 1633      |
| 1995 | 1710      |
| 2000 | 1760      |
| 2005 | 1827      |
| 2010 | 1799      |